# Manuel Santa-Cruz Loidi
 (février 2021).
La mise en forme du texte ne suit pas les recommandations de Wikipédia : il faut le « wikifier ».
Les points d'amélioration suivants sont les cas les plus fréquents. Le détail des points à revoir est peut-être précisé sur la page de discussion.
- Les titres sont pré-formatés par le logiciel. Ils ne sont ni en capitales, ni en gras.
- Le texte ne doit pas être écrit en capitales (les noms de famille non plus), ni en gras, ni en italique, ni en « petit »…
- Le gras n'est utilisé que pour surligner le titre de l'article dans l'introduction, une seule fois.
- L'italique est rarement utilisé : mots en langue étrangère, titres d'œuvres, noms de bateaux, etc.
- Les citations ne sont pas en italique mais en corps de texte normal. Elles sont entourées par des guillemets français : « et ».
- Les listes à puces sont à éviter, des paragraphes rédigés étant largement préférés. Les tableaux sont à réserver à la présentation de données structurées (résultats, etc.).
- Les appels de note de bas de page (petits chiffres en exposant, introduits par l'outil «  Source ») sont à placer entre la fin de phrase et le point final[comme ça].
- Les liens internes (vers d'autres articles de Wikipédia) sont à choisir avec parcimonie. Créez des liens vers des articles approfondissant le sujet. Les termes génériques sans rapport avec le sujet sont à éviter, ainsi que les répétitions de liens vers un même terme.
- Les liens externes sont à placer uniquement dans une section « Liens externes », à la fin de l'article. Ces liens sont à choisir avec parcimonie suivant les règles définies. Si un lien sert de source à l'article, son insertion dans le texte est à faire par les notes de bas de page.
- La présentation des références doit suivre les conventions bibliographiques. Il est recommandé d'utiliser les modèles {{Ouvrage}}, {{Chapitre}}, {{Article}}, {{Lien web}} et/ou {{Bibliographie}}. Le mode d'édition visuel peut mettre en forme automatiquement les références.
- Insérer une infobox (cadre d'informations à droite) n'est pas obligatoire pour parachever la mise en page.

Pour une aide détaillée, merci de consulter Aide:Wikification.
Si vous pensez que ces points ont été résolus, vous pouvez retirer ce bandeau et améliorer la mise en forme d'un autre article.
Pour les articles homonymes, voir Santa Cruz et Loidi.
Manuel Santa-Cruz Loidi, né le 23 mai 1842 à Elduain (Gipuzkoa, Pays basque) et mort le 10 août 1926 à San Juan de Pasto (Colombie), est un curé et guérillero combattant, en 1872-1873, lors de la Troisième Guerre carliste. 
Connu sous le nom de « curé Santa-Cruz » ou simplement « Santa-Cruz », il acquiert une renommée internationale en raison de ses exploits militaires, mais également par son tempérament austère et fanatique. Menant son groupe de guérilla à travers le Gipuzkoa et la Navarre, il tient tête aux forces libérales et s'aliène les dirigeants carlistes, jaloux de ses succès et lui reprochant son indépendance vis-à-vis de l'état-major.
Contraint à l'exil, il quitte l'Europe, pour la Jamaïque, où il suit de nouveau la voie ecclésiastique. En 1892, il parvient en Colombie où il fonde une mission auprès des indigènes près de San Juan de Pasto. Il y meurt en 1926.

## Jeunesse

### Famille et formation
Né dans une famille pauvre d'Elduain, dans le Pays basque, ses parents sont Francisco Antonio Santa Cruz Sarove (1784-1842), marié en 1824 avec Juana Josefa Loidi Urrestarazu (1803–1871). Orphelin de père à l'âge de 4 mois, Manuel Ignacio Santa-Cruz Loidi passe son enfance entre l'école et les travaux de la ferme.
Pris en charge par un cousin, ecclésiastique, celui-ci note la prédisposition de l'enfant pour les études et l'envoie étudier au séminaire de Vitoria-Gasteiz (province d'Araba). Étudiant la théologie mais également les Lettres et suivant un parcours classique, il obtient de bons résultats, mais ses études au séminaire sont interrompues par la maladie. Étant considéré comme un élève appliqué, le Vicaire Apostolique lui permet d’achever son cursus à distance. 
Il est ordonné prêtre en 1866, et affecté au village d'Hernialde où il assiste le prêtre jusqu'au décès de ce dernier.

### Un prêtre agitateur
En 1870, l'agitation politique qui touche l'Espagne atteint aussi Hernialde. Bastion du mouvement carliste, le Pays basque voit alors se constituer des bandes armées en faveur de la succession au trône d'Espagne du prétendant en exil Don Carlos de Bourbon (1848-1909, « Charles VII »). Le clergé basque est à l'avant-garde de cette agitation, considérant que le régime libéral alors en place en Espagne  menace la religion et les droits du peuple basque (les fueros). 
Santa-Cruz, prêche des sermons enflammés à l'encontre du libéralisme et du gouvernement. De plus, il soutient activement les groupes carlistes opérant dans les environs en convoyant armes et ravitaillement.
Ces activités conduisent la Députation du Gipuzkoa à envoyer un bataillon de miquelets l'interpeller après la messe le dimanche 6 octobre 1870. 
Par le biais d'une ruse, le prêtre parvient à fausser compagnie aux soldats et s'enfuit. 
Il gagne la frontière française grâce à des complicités et trouve refuge au Labourd.

## Engagement carliste
Le 21 avril 1871, tandis que le prétendant Don Carlos publie un manifeste appelant à l'insurrection, Santa-Cruz repasse la frontière au sein d'une compagnie de volontaires carlistes sous les ordres du colonel Recondo. Il y officie en tant qu'aumônier. La compagnie progresse en Navarre et livre quelques escarmouches. 
Arrivés à Segura (Navarre), les volontaires sont bloqués par un bataillon libéral, et apprennent au même moment la défaite de l'armée carliste à la bataille d'Orokieta.
Santa-Cruz veut poursuivre la lutte, mais les capitaines décident de suivre le reflux des troupes carlistes en repli qui repassent la frontière.
Cet événement, et le deuxième exil au Pays basque Nord conduisent le prêtre à choisir de lever son propre groupe armé. Écœuré par l'inaction de l'état-major carliste qui mène la grande vie entre Saint-Jean-de-Luz et Bayonne, las de l'inaction, il repasse la frontière avec 16 hommes le 1er décembre 1871, bien décidé à mener le combat.

### Chef de guérilla

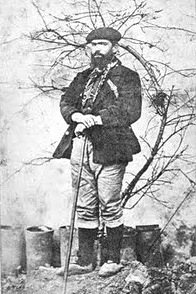
Manuel Santa-Cruz en 1873.

Aussitôt il se livre à diverses actions de guérilla : sabotage des télégraphes, attaques, train, et surtout une embuscade contre un convoi d'armes qui lui permet de s'emparer de 42 fusils.
Le 12 août 1872, il est capturé par une troupe libérale lancée à sa poursuite et conduit à la mairie d'Aramaio avant son transfert en prison. Il parvient une seconde fois à s'évader en sautant du balcon, trouvant refuge dans la rivière toute proche. Secouru par des paysans des alentours, ceux-ci le conduisent en sécurité à l'abri de la grotte d'Izizpe (Araba) avant de l'exfiltrer en Pays basque Nord.
Dès lors, sa tête est mise en prix, mort ou vif par la Députation du Gipuzkoa.
Loin de se décourager, Santa-Cruz repasse la frontière cette fois à la tête de 50 hommes, et mène une guérilla de plus en plus violente : embuscades, raids sur des dépôts, exécutions d'espions ou d'informateurs se multiplient.
Si sa popularité au sein de la population basque croît à mesure que le gouvernement augmente les effectifs lancés en vain à sa poursuite, il commence à faire l'objet d'une campagne de presse le dépeignant comme un fanatique sanguinaire.
Le groupe, que l'on surnomme les « santacruzistes », arpente les montagnes du Gipuzkoa et du Nord de la Navarre, établissant son quartier sur les pentes d'Aritxulegi, montagne d'Oiartzun. 
Cédant aux injonctions du général carliste Antonio Lizárraga (es), alors chef du théâtre d'opération du Gipuzkoa auprès de Don Carlos, Santa-Cruz accepte de tenir une position près du village d'Aia face à l'offensive libérale qui se profile, contre la promesse d'obtenir des munitions pour soutenir l'assaut.
Le ravitaillement promis ne venant pas, Santa-Cruz subit sa première défaite lors de ce combat et est contraint de se replier. Rempli d'amertume à l'égard de Lizarraga face à ce qu'il considère être une trahison, il rompt avec l'état-major carliste et mène sa guerre en toute indépendance.

### Massacre d'Endarlaza

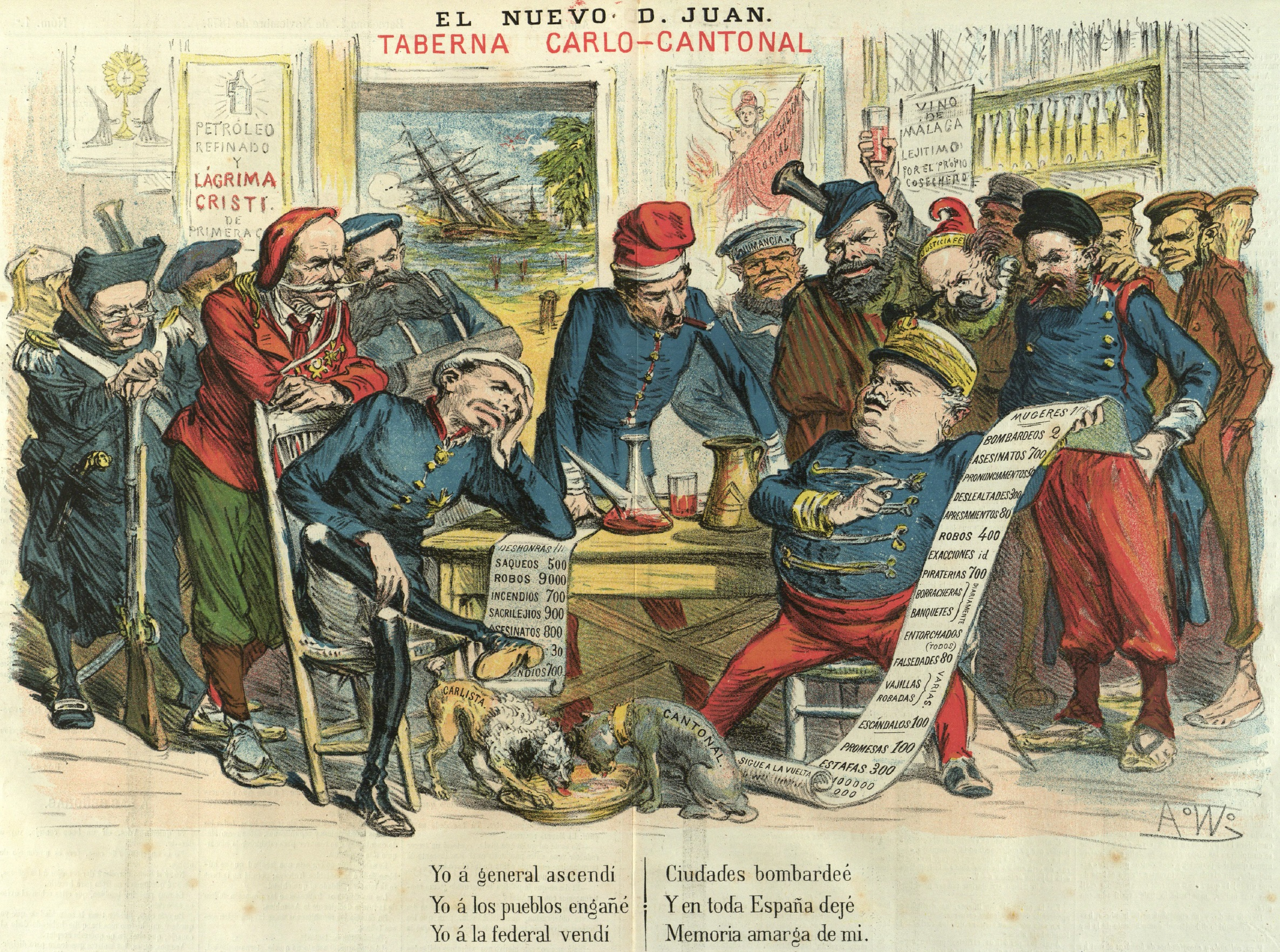
Manuel Santa-Cruz Loidi (à l'extrême gauche) - El nuevo D. Juan. Taberna carlo-cantonal le 1 novembre 1873.

Malgré des initiatives visant à réconcilier les deux hommes, la rupture est consommée lorsque Santa-Cruz attaque le fortin sur le pont d'Endarlaza (le 4 juin 1873), situé sur la route de Bera à Irun et de valeur stratégique.
Tandis que le fortin est rapidement encerclé et sur le point de tomber, les carabiniers qui constituent la garnison hissent le drapeau blanc. Mais alors que les hommes de Santa-Cruz s'avancent à découvert sur le pont, des coups de feu claquent et ceux-ci s'écroulent. Pris de rage face à ce qu'il considère une infamie, Santa-Cruz capture les survivants et les aligne sur la route. Il chasse leurs épouses lesquelles prennent la fuite vers Irun alors que les prisonniers sont exécutés.
De nouvelles découvertes dans les archives permettent de mieux comprendre le choix de l'attaque sur Endarlaza : situé près du chemin de fer, Endarlaza devait bientôt connaître un projet d'exploitation minière sous l'entreprise d'un lord britannique lequel ne manquerait pas de fournir des dividendes au gouvernement libéral en échange du droit de concession. L'aspect économique de cette attaque n'est donc pas à négliger si l'on considère que Santa-Cruz tarissait ainsi une source de revenus pour les libéraux tout en combattant l'embryon d'un capitalisme étranger alors balbutiant au Pays basque. Le massacre d'Endarlaza met au ban Santa-Cruz, lequel est accusé de cruauté, aussi bien par les libéraux que par l'état-major carliste.
Isolé, mais disposant toujours d'un solide appui populaire, celui-ci envisage un coup de force contre les troupes carlistes qui le considèrent à présent comme un renégat. Il y renonce finalement afin de ne pas provoquer une guerre fratricide dans une guerre civile déjà fort confuse.
Santa-Cruz est résigné à se soumettre à Don Carlos et à le servir en tant que simple aumônier dans l'une de ses compagnies. Ce dernier refuse, et Santa-Cruz abandonne alors ses hommes pour regagner la frontière. En France, Santa-Cruz paraît désorienté et passe plus d'un an dans des villages au Pays-basque.

## Exil et mission d'évangélisation

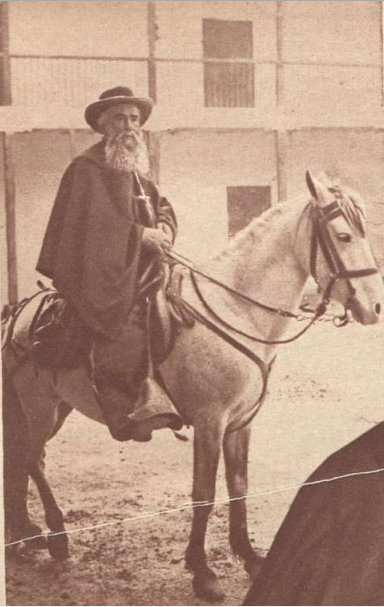
Manuel Santa-Cruz en Colombie vers 1910.

Séjournant d'abord à Lille, où il accomplit les Exercices de saint Ignace de Loyola, il gagne l'Angleterre ou le hasard le met en présence de Don Carlos, lui aussi en exil après la défaite du carlisme lors de la Troisième Guerre. Les deux hommes s'entretiennent afin de mettre fin à leur différend Les versions concernant cette entrevue divergent : le journaliste et écrivain français Gaëtan Bernoville soutient que Santa-Cruz a défendu son action guerrière, tandis que d'autres sources affirment que Santa-Cruz a exprimé des regrets et obtenu pardon.
Renonçant à toute chose, si ce n'est de devenir Jésuite, Santa-Cruz gagne la Jamaïque où il officie en tant que prêtre durant 15 ans, apprenant l'anglais lors de son séjour.
Selon Bernoville, Santa-Cruz, influencé par un ami Jésuite espagnol, quitte finalement la Jamaïque pour la Colombie, et se rend près de San Juan de Pasto, où il fonde une mission auprès d'une communauté amérindienne. Œuvrant à l'évangélisation des âmes, et à de bonnes actions, il maintient une correspondance épistolaire avec ses anciens frères d'armes et amis demeurés au Pays basque. S'il n'est pas devenu Jésuite, Santa-Cruz est admis à entrer au monastère, à y suivre les règles, bien que son admission formelle, était sans cesse ajournée.
Voyant poindre la fin de sa vie, il dicte ses mémoires au frère Ariztimuño, basque lui aussi, afin de donner son point de vue sur le déroulement de la guerre à laquelle il participa et dissiper la légende noire dont il fit l'objet.
En 1920, il est finalement admis comme novice chez les Jésuites et entre dans l'ordre en 1922. Il passe ses dernières années dans sa mission. Il meurt à Pasto le 10 août 1926 et repose probablement dans la chapelle San Ignacio qu'il fit construire.

### Sources
- Gaetan de Bernoville (Gaëtan Bernoville), La Croix de Sang, histoire du curé Santa-Cruz, éditions Grasset, Paris 1926
- Xabier Azurmendi, El Cura Santa-Cruz, éditions Idatz Ekintza
- Carlos de Roldan, Le curé Santa-Cruz: son portrait, sa vie, un autographe, édition 1873 (Hachette livre, BNF)
- (es) Gaëtan Bernoville, La cruz sangrienta. Historia del cura Santa Cruz, Espagne, Tafalla, 2000, 164 p. (ISBN 978-8-48136-181-0).